# كورنيليوس هيرمان مولر
كورنيليوس هيرمان مولر (بالإنجليزية: Cornelius Herman Muller)‏ هو عالم نبات أمريكي، ولد في 22 يوليو 1909، وتوفي في 26 يناير 1997.